# Chinemelu Elonu
Chinemelu D. Elonu, Jr. (Enugu, Nigeria, 11 de marzo de 1987) es un jugador de baloncesto con la doble nacionalidad estadounidense y nigeriana. Con 2,08 metros de altura, juega en la posición de pívot. Actualmente pertenece a la plantilla del Al Qadsia de la D1 de Kuwait.

## Trayectoria deportiva

### Universidad
Elonu integró el equipo de baloncesto de los Texas A&M Aggies desde 2006 hasta 2009, compitiendo en los torneos organizados por la Big 12 Conference de la División I de la NCAA. Su año júnior su última temporada, promedió 10 puntos y 7 rebotes por juego.  Se graduó de la escuela en mayo de 2009 con un grado de liderazgo en la agricultura.

### Profesional
Elonu fue elegido por Los Angeles Lakers con la 59ª elección del Draft de la NBA de 2009.
En septiembre de 2009 fichó un contrato de dos años por el CAI Zaragoza de liga LEB, donde disputó la temporada 2009/10 con una media de 6,3 puntos y 5,8 rebotes por partido. Tras esto rompió su contrato para fichar por el Panionios BC griego.
En 2015, llegó al Besiktas con la temporada ya empezada. Un jugador que llegó a Turquía hace ya un lustro tras ser máximo reboteador en Francia, su aportación es siempre una garantía. Ha firmado 8 puntos, 6.1 rebotes y 1.1 tapones por encuentro en apenas 20 minutos de media.
En octubre de 2022 fichó con el Al Jahra SC para sustituir al tunecino Salah Mejri.

## Vida privada
Es hermano de la baloncestista Adaora Elonu.